# Raiders de Prince Albert
Les Raiders de Prince Albert sont une franchise de hockey sur glace junior majeur du Canada basée à Prince Albert dans la Saskatchewan et évoluant au sein de la Ligue de hockey de l'Ouest. D'abord l'un des clubs ayant le plus de succès dans l'histoire de la Ligue de hockey junior de la Saskatchewan, le club fit son entrée dans la Ligue de hockey de l'Ouest à la saison 1982-1983.

## Palmarès
- Champions de la Coupe Memorial : 1985
- Champions de la Ligue de hockey de l'Ouest : 1985 et 2019
- Champions de la Coupe Centennial du Manitoba : 1977, 1979, 1981 et 1982
- Champions de la division de l'Est de la LHO : 1985, 1992 et 1999